# 保普·拉斯洛 (摔跤运动员)
保普·拉斯洛（匈牙利語：Papp László，1905年1月4日—1989年1月28日），匈牙利男子摔跤运动员。他曾代表匈牙利参加1928年夏季奥林匹克运动会摔跤比赛，获得男子古典式中量级银牌。